# Lisa Cristiani
Lisa Barbier Cristiani (24 tháng 12 năm 1827 – 24 tháng 10 năm 1853), còn được gọi là Lise Cristiani hoặc Elise Cristiani, là một nghệ sĩ cello và nghệ sĩ biểu diễn chuyên nghiệp người Pháp. Cô được biết đến là một trong những trường hợp được ghi nhận sớm nhất về việc một người phụ nữ trở thành nghệ sĩ chuyên nghiệp trong thời đại của mình.

## Thời thơ ấu
Cristiani được sinh ra ở Paris, nhưng người ta tin rằng cô là người gốc Ý, mặc dù có rất ít thông tin cho thấy những năm đầu đời của cô. Cristiani theo học cello chuyên nghiệp dưới sự dẫn dắt của Edouard Benazet và có buổi hòa nhạc ra mắt công chúng vào ngày 14 tháng 2 năm 1845 tại Salle des Concerts Herz.

## Sự nghiệp
Cristiani là một trong những nữ nghệ sĩ biểu diễn âm nhạc chuyên nghiệp sớm nhất trong thời đại của cô, thậm chí là cô đã bắt đầu biểu diễn nhiều buổi hòa nhạc ở sau độ tuổi thiếu niên. Các chuyến công diễn đầu tiên mà cô thực hiện bao gồm các điểm đến tại Viên, Linz, Ratisbon, Baden-Baden và Hamburg. Bức tranh chân dung cuối cùng về Cristiani ở Hamburg đã khiến cô được nhiều người yêu thích đến nỗi bức chân dung của cô (được hiển thị trong hộp thông tin) đã trở thành một vật trang trí được săn lùng nhiều đáng kể. Trình độ biểu diễn cello của Cristiani cũng đã thu hút được sự chú ý và ủng hộ của nhà soạn nhạc Felix Mendelssohn vào năm 1845 trong một buổi hòa nhạc ở Leipzig. Một bài nhạc dành cho đàn cello trong loạt tác phẩm Những bài ca không lời của Mendelssohn được dành tặng cho Cristiani vào cùng năm đó, mặc dù điều này đã không được tiết lộ công khai cho đến khi chúng được xuất bản sau khi Mendelssohn qua đời.
Sau khoảng thời gian này, Cristiani bắt đầu chuyến lưu diễn âm nhạc vòng quanh châu Âu, giúp cô có thêm nhiều danh tiếng hơn nữa và cuối cùng cô đến Nga biểu diễn trong một số buổi hòa nhạc. Trong thời điểm này, Vua Đan Mạch Frederick VII đã phong tặng cô danh hiệu Chamber Virtuosa (tạm dịch là bậc thầy thính phòng).
Vào năm 1852, khi đến thăm nhà của nhà sử học Nikolai Markevitch ở Kiev, cô đã gặp gỡ nghệ sĩ cello Adrien-François Servais. Ba người họ đã dành một thời gian trong thành phố để cùng nhau trau dồi âm nhạc. Sự kết hợp của Cristiani với Servais chỉ nhằm nâng cao danh tiếng của cô trong khu vực.

## Qua đời
Không lâu sau, vào mùa thu năm 1853, cô bắt đầu chuyến đi mới xuyên qua vùng đất hoang dã Siberia đến Bán đảo Kamchatka để thực hiện một chuyến lưu diễn khác trong khu vực, là người châu Âu đầu tiên tổ chức các buổi hòa nhạc công cộng tại các thành phố xa xôi của khu vực Bắc Á. Kế hoạch ban đầu của cô là kết thúc ở Kamchatka và sau đó đến Caucasus để thực hiện một chuyến lưu diễn hòa nhạc khác. Trước đó, Cristiani biểu diễn ở thị trấn nhỏ Tobolsk, nhưng ngay sau đó cô mắc bệnh tả và phải ở lại ngôi làng này. Cristiani qua đời vào ngày 24 tháng 10 năm 1853 vì ảnh hưởng từ căn bệnh.

## Ảnh hưởng đến thiết kế và sử dụng cello
Do cách chơi đàn cello, với một tấm gỗ lớn kẹp giữa hai chân, thời trang váy của phụ nữ trong thời đại này khiến việc chơi cello trở nên bất khả thi. Đã từng có một giải pháp thay thế khác là đặt tấm gỗ đàn ở vị trí hông bên cạnh, nhưng việc chơi đàn vẫn trở nên khó khăn. Vì vậy, phải đến khi phát triển thanh ghim cuối để nâng hẳn tấm gỗ đàn lên khỏi sàn, việc chơi của phụ nữ mới trở nên phổ biến hơn. Trong nhiều ấn phẩm khác nhau, người ta đã khẳng định rằng Cristiani có thể là người đầu tiên phổ biến loại thanh ghim cuối này và dẫn đến việc nó được sử dụng ngày càng nhiều ở châu Âu cũng như sự nổi lên của một làn sóng nữ nghệ sĩ cello mới trong những thập kỷ sau khi cô qua đời.
Cristiani còn nổi tiếng với sự độc đáo của chiếc đàn cello mà bản thân sử dụng, chiếc đàn do Stradivari chế tác năm 1700 với tên cô được khắc ở bên hông đàn. Do hình khắc này, cây đàn cuối cùng được biết đến với cái tên cụ thể là "Cristiani", tạo tiền đề cho phong cách mà đàn cello Stradivari thường khắc tên. Sau khi cô qua đời, chiếc đàn cello Stradivarius 1700 mà cô biểu diễn sau đó đã được Hugo Becker giành được. Sau đó, nó được mua vào năm 2005 để trở về địa điểm ban đầu của buổi hòa nhạc ra mắt ở Cremona và được trưng bày tại Tổ chức Âm nhạc Walter Stauffer của Cremona, trước khi được chuyển đến Museo del Violino của Cremona.